# Regulus (csillag)
A Regulus (α Leonis, Alpha Leonis) az Oroszlán csillagkép legfényesebb csillaga, egyben az éjszakai égbolt egyik legfényesebb csillaga, mely 79 fényévre található a Földtől. A Regulus egy többszörös csillagrendszer, melyben négy csillag található, két párba rendeződve. Az általunk szabad szemmel is látható kettőscsillag, a Regulus A egy fősorozati csillag, kísérője pedig, noha még nem sikerült megfigyelni, valószínűleg egy fehér törpe. Tőlük távolabb helyezkedik el a Regulus B és C, melyek halvány fényű fősorozati csillagok.

## Leírása
Napunknál 140-szer fényesebb, kék-fehér, B7V színképosztályú csillag, tömege pedig kb. három és félszer nagyobb a Napénál. A fősorozatból a legközelebbi B osztályú csillag. A Hold gyakran eltakarja keringése során, és jóval ritkábban, de a Merkúr és a Vénusz is.
Sarki átmérője 32%-kal kisebb, mint az egyenlítői átmérő. Ezt a lapultságot a gyors tengely körüli forgás okozza. A sarki irányban 3,15-ször akkora az átmérője, mint a Napnak, az egyenlítőn ez az érték 4,15. A középpontjától való nagyobb távolság kisebb gravitációt és hidegebb felszínt jelent. Egyenlítői hőmérséklete 10 300 K, a sarki 15 400 K.
Egyenlítői forgási sebessége 315 km/s (több mint 1 000 000 km/h) a 15,9 órás keringési idő következtében, ez 160-szorosa a Nap forgási sebességének. Ha csak 10 százalékkal gyorsabb lenne a forgási sebessége, a csillag nem tudna egyben maradni és darabokra szakadna. Ez a nagy forgási sebesség a magyarázata annak, hogy miért tér el a spektrális vonalakból számított kor és a kísérői alapján számolt kor. Jelenlegi tudásunk alapján a Regulus mindössze 50 millió éves, ez alig több, mint századrésze a Napunk korának. A Regulus sok millió évvel a dinoszauruszok kihalása után keletkezett.
Kísérője egy 0,3 naptömegű csillag, egy feltételezett fehér törpe. A két csillag keringési periódusa tömegközéppontjuk körül 40 nap. Körülbelül 4200 csillagászati egységre a Regulus A-tól található az újabb kettőscsillag, a Regulus B és C. Az előbbi egy K2V, az utóbbi egy M4V színképosztályú csillag, melyek keringési periódusa 2000 év.

## Történetei
A csillagkép és az a csillag, ami a Nap égi útjának legmagasabb pontját, a napfordulót jelölte, csak a Naphoz hasonló vad és hatalmas állat lehetett, így a csillagképet, amiben a Regulus is található, az oroszlánról nevezték el. Bár az Oroszlán csillagkép név eredetének ezt a magyarázatát talán nem kell biztosra venni. A csillagkép ugyanis tényleg hasonlít egy nyújtózkodó oroszlánra, és ennek már az ókorban is így kellett lennie, hiszen a Csillagképek Atlasza (szerzők: Josef Klepešta és Antonín Rükl, fordító Balázs Lajos, Gondolat, Budapest, 1975) szerint a csillagkép második legfényesebb csillaga (Beta Leonis - Denebola) nevének jelentése arabul az "oroszlán farka", a Gamma Leonis - Algieba név jelentése "oroszlásörény".
Az ókori egyiptomiak az életet adó nílusi áradás idejének előrejelzésére használták a Szíriusszal együtt, már i.e. 3000 körül. Azonban 25 800 év alatt a Föld forgástengelye egy kúpot rajzol, ennek következtében a csillagképek helyzete eltolódni látszik (ugyanabban az időpontban és helyen megfigyelve). Ezt a jelenséget precessziónak nevezzük és Hipparkhosz görög csillagász fedezte fel i.e. 130-ban, a Regulus és a Spica helyzete alapján. Ezekről ugyanis a babiloniak feljegyzéseket készítettek i.e. 2100 körül.

## Nevének eredete
A Regulust több kultúra is a „király” megnevezéssel illette. Az ókori görögök a Basziliszkosz nevet adták neki, aminek jelentése: „kis király”. Ezzel kapcsolatban napjaink csillagnév-szakértője, Paul Kunitzsch megjegyzi, hogy „nevének nyilvánvaló sumer és babiloni gyökerei vannak”. Az ókori rómaiak számára a neve „stella regia” volt (királyi csillag). Kopernikusz már Regulus néven írt róla művében, az 1543-ban megjelent De revolutionibus orbium coelestium-ban, azonban a Regulus név már 1522-ben megjelent. A Regulus név a latin „rex” (király) név kicsinyítése. A Csillagképek Atlasza (szerzők: Josef Klepešta és Antonín Rükl, fordító Balázs Lajos, Gondolat, Budapest, 1975) szerint Plinius azt írja, hogy "a csillagot valószínűleg azért nevezték "stella regina"-nak (sic!), mert igen közel fekszik az ekliptikához, így igen gyakran áll konjunkcióban vagy oppozícióban a bolygókkal vagy a Holddal".

## Megfigyelése
A Regulus rendszer a 22. legfényesebb csillag az éjszakai égbolton, +1,4-es magnitúdóval - a rendszerből a Regulus A a legerősebb fényű, így szabad szemmel ezt láthatjuk. Bár leginkább tél végén, illetve tavasszal figyelhető meg, a Regulus gyakorlatilag egész évben látható az égbolton, leszámítva körülbelül egy hónapot augusztusban, amikor a Nap közelsége miatt nem látható. A csillag felkelte szeptember elején figyelhető meg hajnalban a keleti égbolton. Kézi távcsővel is látható kísérője van, melynek színe egyes megfigyelők szerint narancssárga, mások szerint lilás.

## Érdekességek
Mivel az égi ekliptikához mindig közel helyezkedett el, fontos szerepet játszhatott csillagászati és asztrológiai értelemben is. Ez az a legfényesebb csillag, aminél előfordulhat együttállás a Holddal vagy a bolygókkal. Szerepet játszhatott a „betlehemi csillag” legendájában, mivel „királyok csillaga”, és együttállásban volt a Vénusszal és a Jupiterrel i.e. 3 augusztusában és i.e. 2 júniusában is.

## Megjelenése a kultúrában
- Babylon 5 televíziós sorozat: a Regulus a helyszíne a Föld Szövetség Naprendszeren kívüli első kolóniájának.